# Боаморан
Боаморан (фр. Boismorand) насеље је и општина у централној Француској у региону Центар (регион), у департману Лоаре која припада префектури Монтаржи.
По подацима из 2005. године у општини је живело 719 становника, а густина насељености је износила 28,6 становника/km². Општина се простире на површини од 25,15 km². Налази се на средњој надморској висини од 148 метара (максималној 176 m, а минималној 128 m).

## Демографија
| 1962. | 1968. | 1975. | 1982. | 1990. | 2011. |
| ----- | ----- | ----- | ----- | ----- | ----- |
| 227   | 219   | 203   | 466   | 574   | 873   |

График промене броја становника у току последњих година